# Rerik
Rerik (do 1938 Alt Gaarz), Ostseebad (pol. Kąpielisko nadbałtyckie) – miasto uzdrowiskowe w Niemczech nad Morzem Bałtyckim, w Meklemburgii-Pomorzu Przednim, w powiecie Rostock, wchodzi w skład Związku Gmin Neubukow-Salzhaff. Leży 19 km na zachód od Bad Doberan, 27 km na północny wschód od Wismaru. Liczy 2142 mieszkańców (31 grudnia 2018).

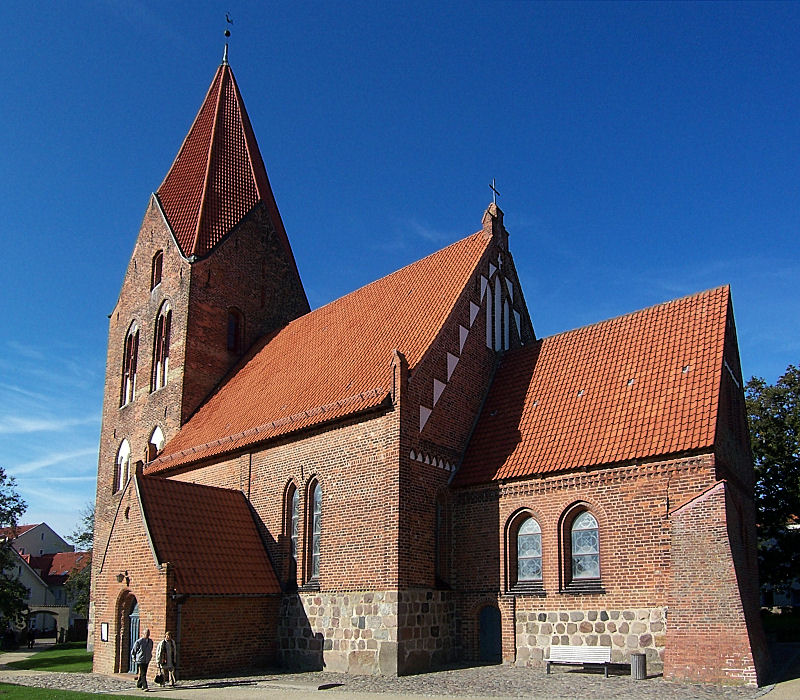
Kościół w Rerik

Obecna nazwa miasta (od 1938 r.) nawiązuje do osady wczesnosłowiańskiej, Rerik, o której błędnie sądzono, że znajdowała się w tym miejscu.